# Thuyền nan

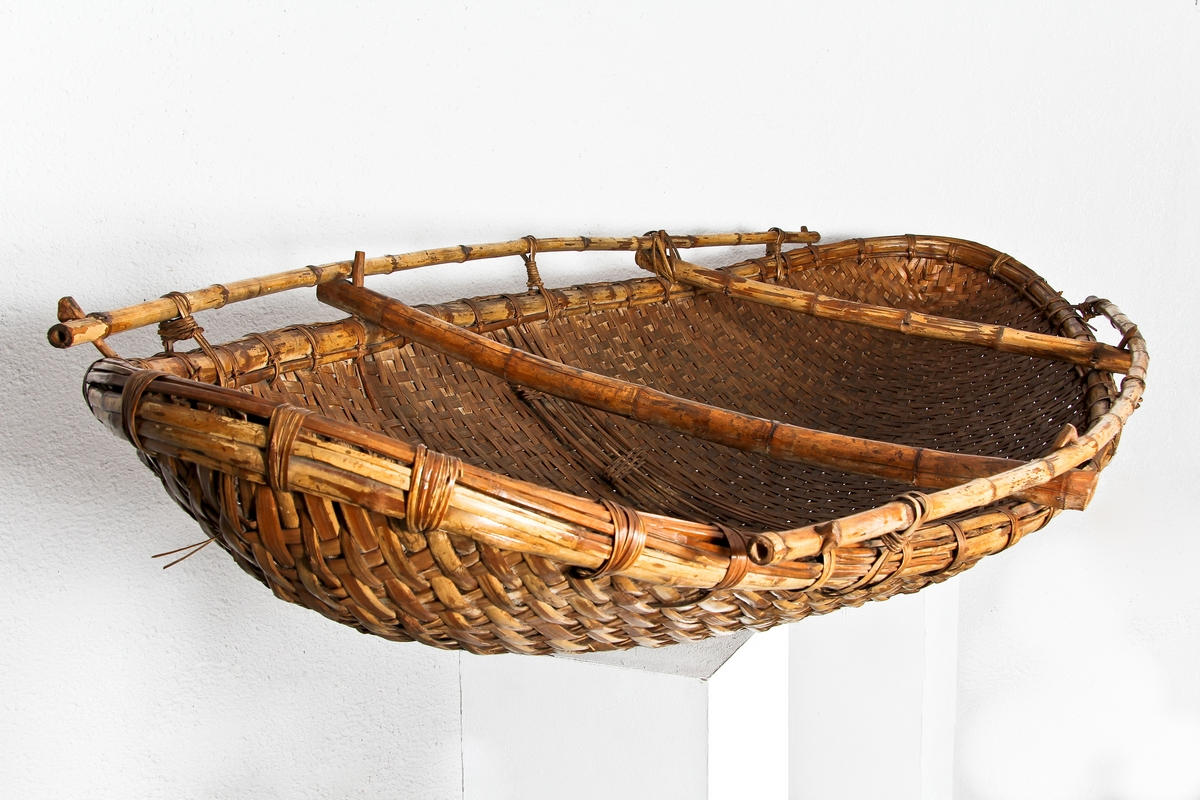
Łódź przed uszczelnieniem

Thuyền nan – wietnamska łódź ludowa.
Łódź ma kształt owalny i zbudowana jest z bambusa. Poszycie stanowi mata pleciona z pasków dartego bambusa, kształt nadają wzmocnienia z całych bambusów, stanowiące górną krawędź łodzi, rodzaj niskiego relingu, rozparte poprzecznymi belkami bambusowymi. Poszycie uszczelniane jest mieszaniną nawozu bawolego, wapna i żywicy. Napędzana jest przez odpychanie się od dna długą tyczką bambusową.
Przypuszcza się, że łódź taka była znana w X wieku, a jeszcze w XX wieku używano jej do komunikacji i rybołówstwa przybrzeżnego.